# 싸이언 뷰티
싸이언 뷰티(CYON Viewty)는 LG전자가 2007년 12월 11일에 발매되었던 피처폰이다. 카메라 특화 기종으로서, 디자인도 디지털 카메라와 흡사하다.

## 세부 모델
세무 모델과 각 모델별 차이는 아래와 같다.
| 모델명    | 통신사     | 통신 방식     |
| --------- | ---------- | ------------- |
| LG-SH210  | SK텔레콤   | HSDPA, W-CDMA |
| LG-KH2100 | KT         | HSDPA, W-CDMA |
| LG-LH2100 | LG유플러스 | EV-DO Rev. A  |

## 사진

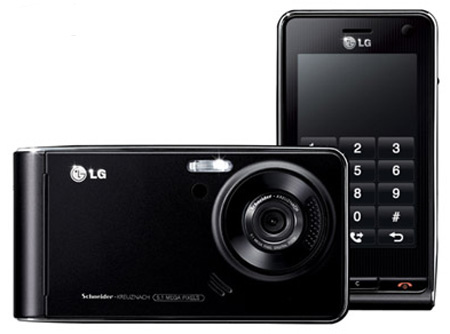
전면부와 후면부의 모습
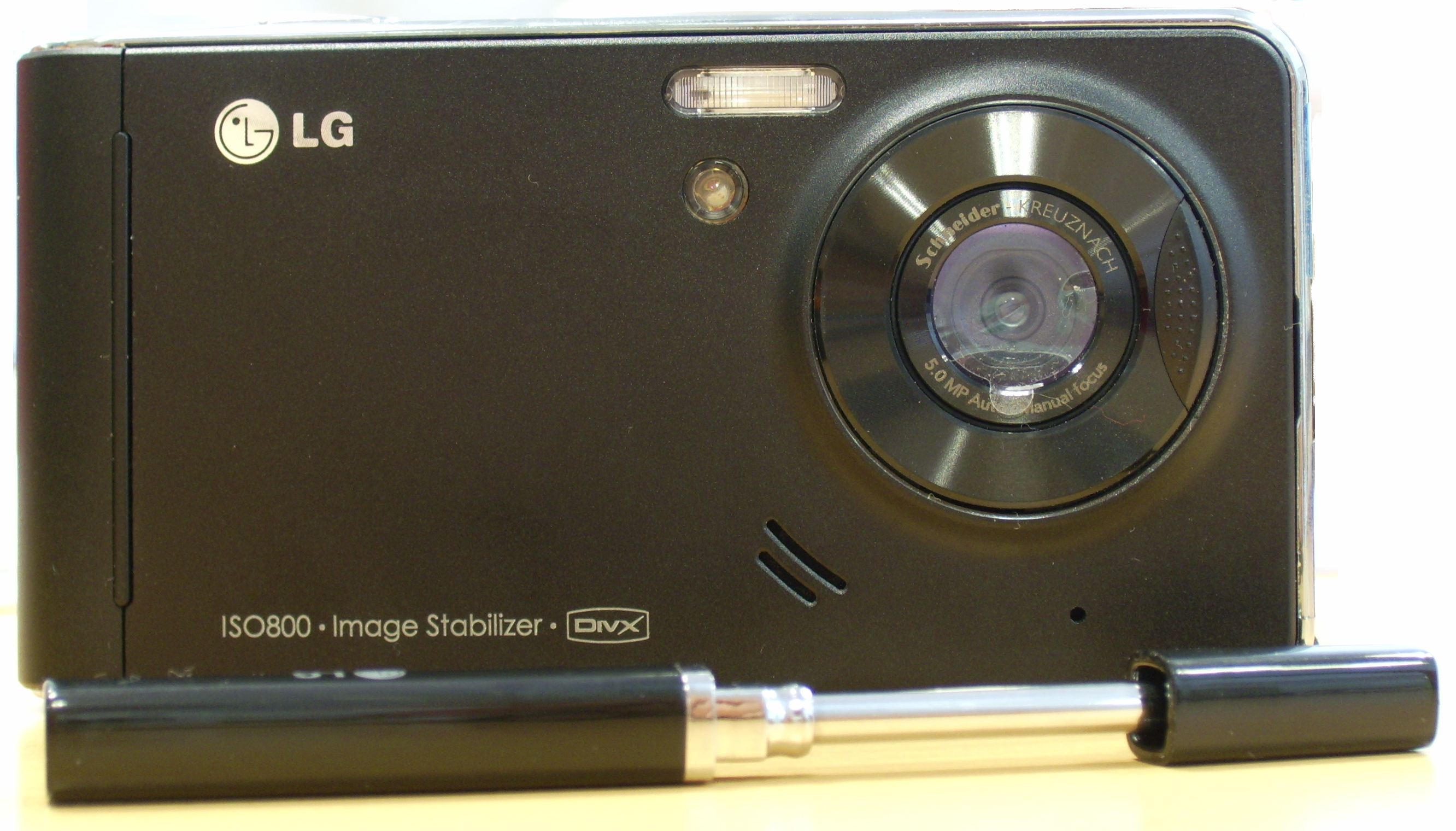
전면부 모습
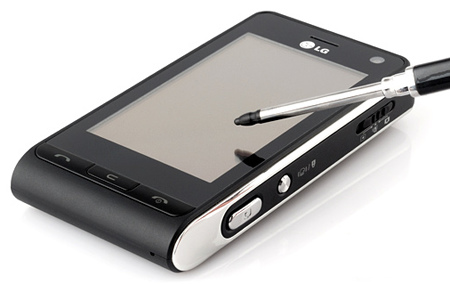
터치스크린과 터치펜
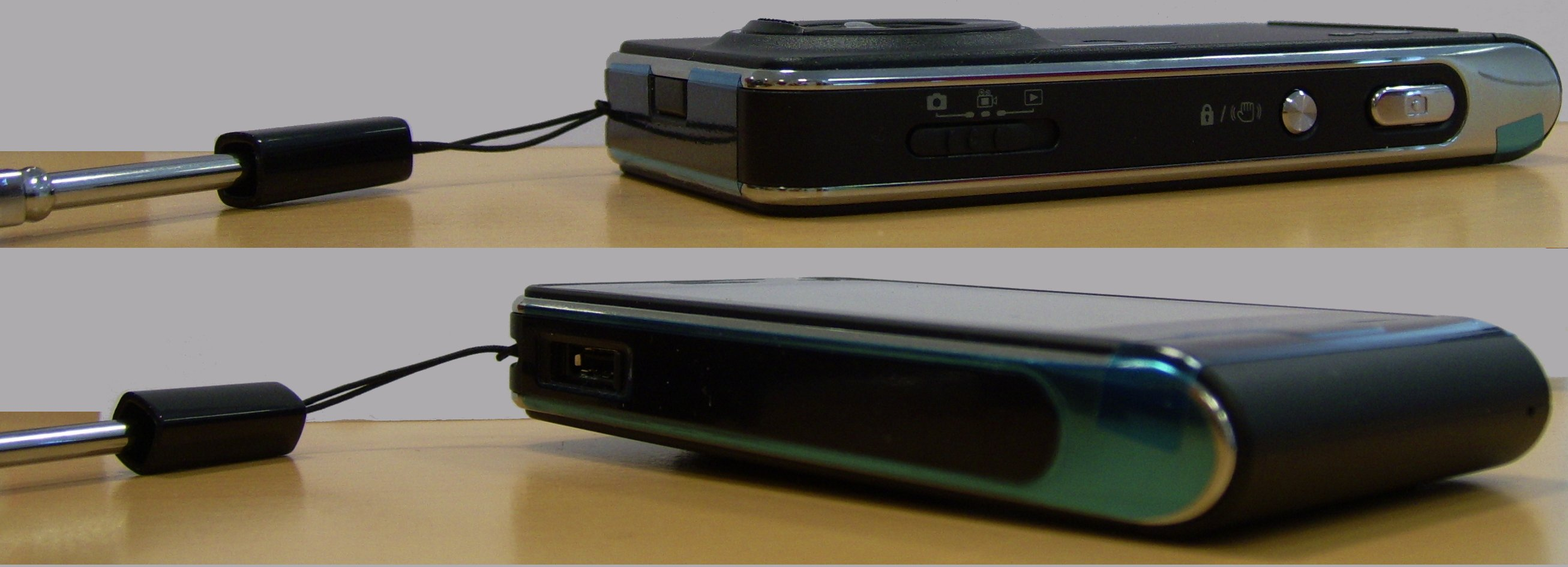
측면부 모습
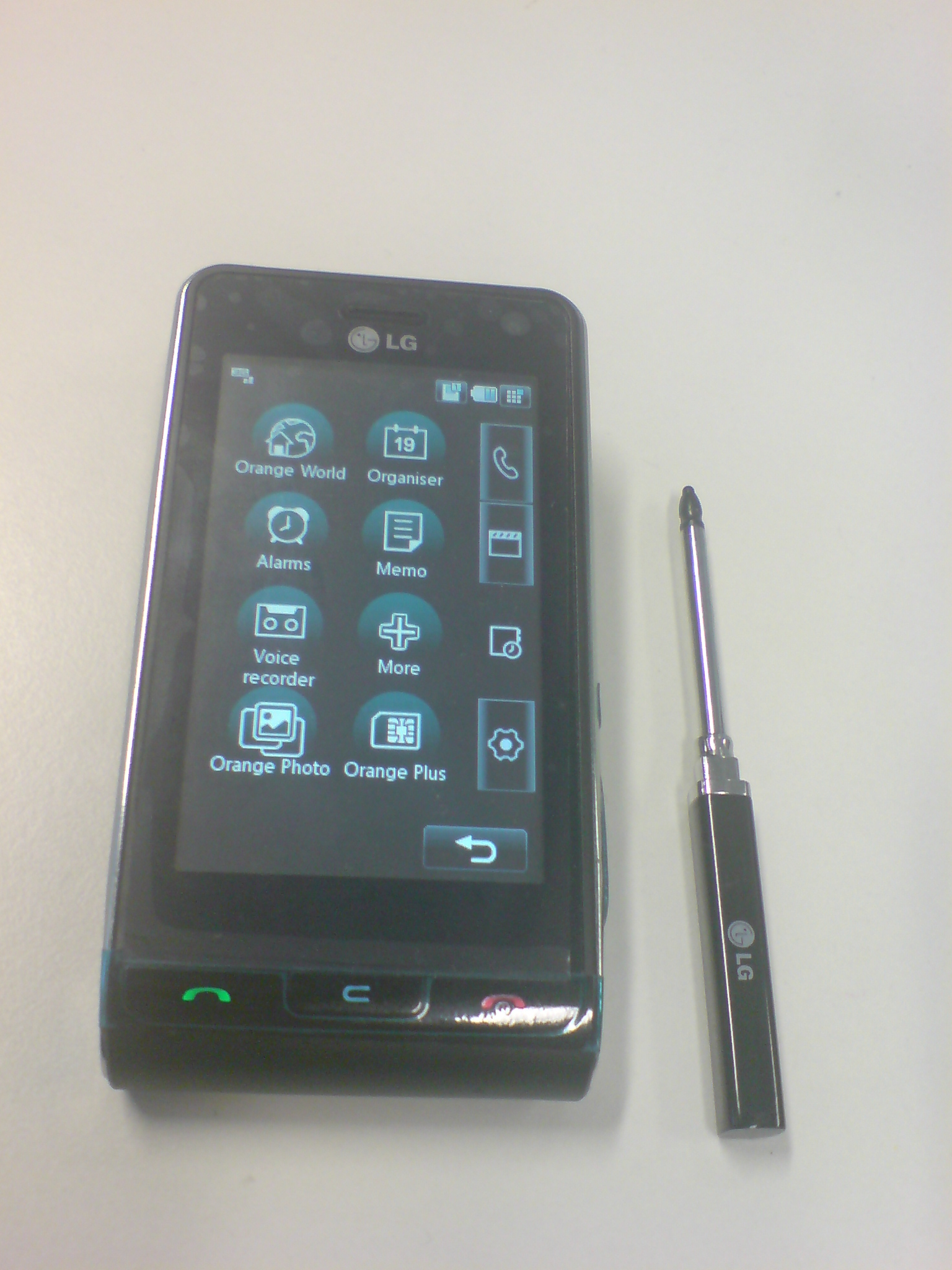
전원을 켰을 때의 모습
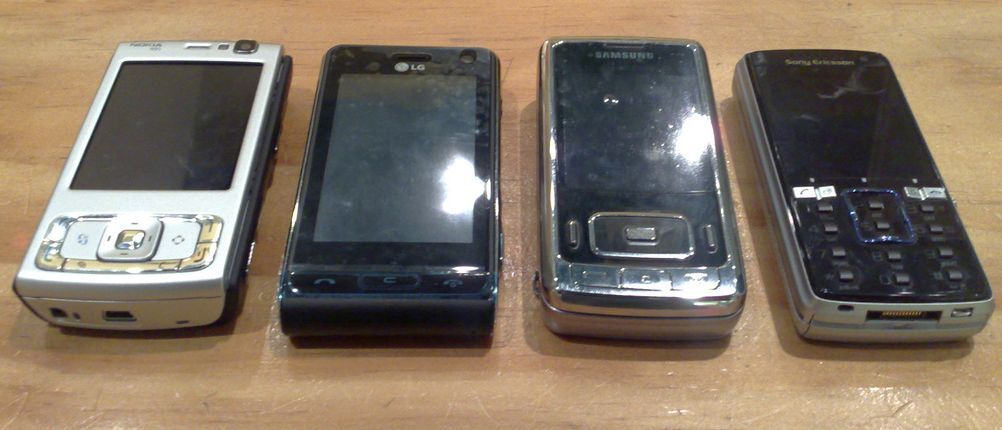
왼쪽에서 두 번째에 있는 LG 뷰티

## 경쟁 기종
- 애니콜 햅틱 온

## 같이 보기
- LG 뷰티